# 千玄室
千 玄室（せん げんしつ、1923年〈大正12年〉4月19日 - 2025年〈令和7年〉8月14日）は、茶道裏千家前家元15代汎叟宗室。斎号は鵬雲斎、若宗匠時代は宗興。家元譲座後は大宗匠を務めた。「玄室」の名は、裏千家4代目の仙叟宗室が宗室を襲名する以前の名で、12代直叟宗室が隠居した際にも「玄室」を名乗っていた。本名は千 政興。

## 人物
青年時代には大日本帝国海軍に特攻隊員として入隊した経験を持ち、メディアなどを通し、戦争体験者の1人として実体験を語り継いでいた。終戦直前には松山海軍航空基地で航空隊分隊士教官として甲飛第15期の訓練にあたった。後に特秘命令として南方戦線に居る高官を陸軍の大型輸送機を使用して連れて帰るように命ぜられた。最終階級は海軍中尉。
京都大学大学院特任教授・大阪大学大学院客員教授として、伝統芸術研究領域における指導に当ったほか、外務省参与（2019年3月31日まで）、ユネスコ親善大使、日本・国連親善大使、日本国際連合協会会長、日本オリンピック委員会名誉委員、日本会議代表委員、「美しい日本の憲法をつくる国民の会」代表発起人、日本馬術連盟会長、京都サンガF.C.取締役などを歴任した。

## 略歴
- 1923年4月19日：裏千家14代家元・碩叟宗室の長男として誕生。
- 1936年：京都府師範学校附属小学校卒業[9]。
- 1941年：同志社中学校卒業、同志社大学予科入学[10]。
- 1943年：学徒出陣により第14期海軍予備学生として大日本帝国海軍に入隊する。舞鶴の海兵団から土浦海軍航空隊に転属し、士官になるための基礎軍事訓練を受ける。徳島海軍航空隊に転属、海軍少尉に任官。
- 1945年：特別攻撃隊（通称・特攻隊）に志願。8月15日に終戦を迎え、10月に復員。終戦時の階級は海軍中尉。同志社大学に復学。
- 1946年：同志社大学法経学部経済学科卒業。
- 1947年：京都第二高等女学校（現・京都府立朱雀高等学校）茶儀科嘱託講師となる[11]。
- 1949年6月：大徳寺管長後藤瑞巌老大師につき得度、斎号鵬雲斎を授く。
- 1950年：ハワイ大学に修学。
- 1959年：日本青年会議所会頭に就任。
- 1964年：父・宗室の死去により、千利休居士15代裏千家今日庵家元宗室を襲名。
- 1991年（平成3年）11月：南開大学にて哲学博士号を取得。
- 1993年：立命館大学客員教授に就任。
- 1999年3月9日：妻の登三子と死別。
- 2002年12月：長男に家元を継承、玄室に改名。
- 2003年2月2日：次男の政和が44歳で死去。
- 2006年11月1日：源氏物語千年紀の呼び掛け人となる。
- 2008年8月25日：中央大学校にて文学博士号を取得。
- 2012年3月5日：ユネスコ親善大使[12]。
- 2017年9月26日：2025年国際博覧会誘致特使[13]。
- 2023年4月19日：満100歳を迎えた[14]。
- 2024年8月20日：孫（長男・宗室の長男）の明史が39歳で死去。
- 2025年8月14日：死去[15]。102歳没。

## 受賞・栄典
- 1973年11月：藍綬褒章
- 1975年：ドイツ - 一等功労十字章
- 1978年
  - 6月：ボストン市名誉市民
  - 9月：ホノルル市名誉市民
- 1980年11月：紫綬褒章
- 1983年11月：京都市文化功労者
- 1985年12月：京都府文化賞功労賞
- 1987年10月：京都市国際交流賞
- 1989年11月：文化功労者
- 1994年
  - 4月：勲二等旭日重光章

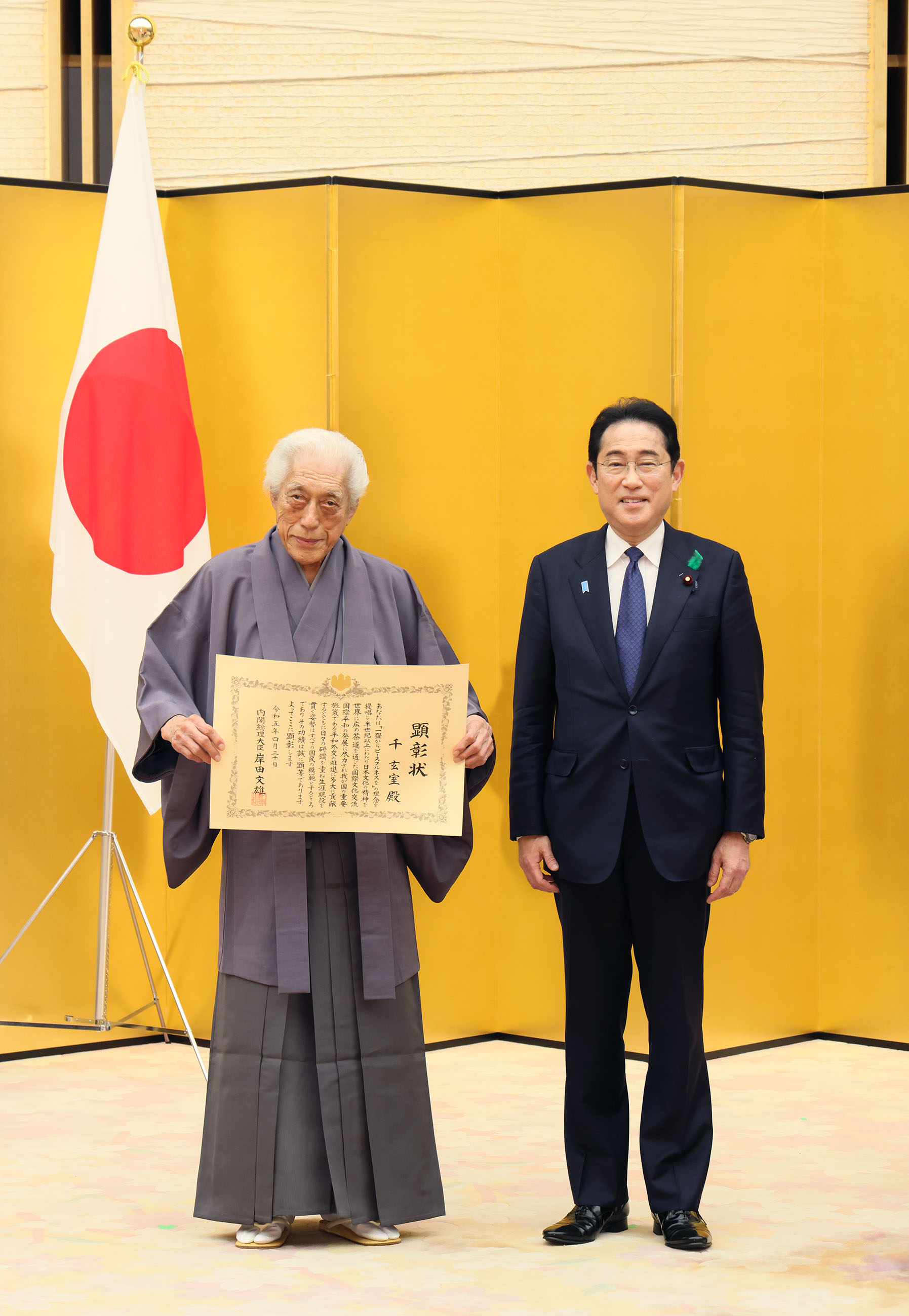
内閣総理大臣顕彰式（2023年）

  - 6月：ベスト・ファーザー イエローリボン賞
- 1995年10月：国際交流基金賞
- 1997年11月：文化勲章（茶道界としては初）
- 1998年
  - 4月：フランス - レジオンドヌール勲章オフィシエ章
  - 5月：タイ王国 - ディレクナポーン勲章
  - 10月：京都市名誉市民
- 2003年6月：京都府特別功労表彰
- 2009年
  - 1月：京都府文化賞特別功労賞
  - 12月：アラブ首長国連邦 - 独立勲章第1級
- 2013年
  - 10月：ドイツ - 大功労十字章
  - 12月：聖マウリッツィオ・ラザロ勲章大十字騎士章
- 2019年5月：ペルー - ホセ・グレゴリオ・パス・ソルダン（スペイン語版）・ペルー外交功労勲章コマンダー章
- 2020年1月：フランス - レジオンドヌール勲章コマンドゥール章[16]
- 2023年4月：内閣総理大臣顕彰[17]

## 親族
- 父：14代碩叟宗室
- 母：千嘉代子
  - 姉：塩月弥栄子
  - 姉：櫻井良子（1920 - ?）- 夫は櫻井忠胤の長男・櫻井忠養。
  - 弟：納屋嘉治（1925 - 2004）- 淡交社社長。
  - 弟：大谷巳津彦（1929 - 1966）- デザイナー。妻は大谷貴義の娘・大谷享子。
- 妻：千登三子
  - 長男：16代玄黙宗室
    - 孫：chori
    - 孫：千敬史

  - 次男：伊住政和
    - 孫：伊住公一朗
    - 孫：伊住禮次朗

## 友人・西村晃
同年生まれ（学年は玄室が1年下）の俳優である西村晃とは舞鶴海兵団で出会い、特攻隊の編成の際にも同じ隊に所属していた。特攻作戦の実行が近づいたため徳島から鹿屋市内の串良海軍航空基地に移動する日、飛行訓練後に自分達が乗る飛行機の機体の傍で手持ちの道具と配給の羊羹で5人の隊員全員と茶会を催した事は、戦後西村の述懐・自身の著作や講演などで広く知られる。終戦直前に串良海軍航空基地から松山の基地への転属が命じられたため西村とは別れることとなった。終戦から翌年に偶然にも用事で文部省の建物の前にいた玄室は、メーデーで演劇関係者が結成した労働組合の行列の中から大声で名前を呼ぶ声があり西村と再会を果たすこととなったが、この時まで西村は出撃により既に亡くなったものと思っていたという。西村は出撃したが機体故障の為引き返し、また玄室自身は出撃する事が無かったため、同隊ではこの2人のみが生還した。1997年に西村が死去した際、生前の約束（どちらかが亡くなった場合、残された者が葬儀委員長を務める）に従って葬儀委員長を務めた。

テレビ時代劇「水戸黄門」で印籠のシーンが午後8時45分前後に固定されるようになった背景には、玄室が印籠シーンの時間を一定にするよう西村に依頼したことがあるという説があるが、玄室によると、依頼したことは事実だが西村はそのことをスタッフに伝えなかったそうである。 

## 著書
- 『お茶の道しるべ』主婦の友社、1956年。
  - 『お茶の道しるべ 新編』主婦の友社、1969年。
  - 『裏千家お茶の道しるべ』主婦の友社、1984年。
- 『ヨーロッパ旅箪笥』淡交新社、1959年。
- 『裏千家茶の湯全書』婦人画報社、1965年。
- 『裏千家茶道 第1巻』淡交新社、1966年。
- 『裏千家茶道 第2巻』淡交新社、1966年。
- 『裏千家茶道 第3巻』淡交新社、1968年。
- 『お茶のこころ』文藝春秋、1966年。
- 『茶の湯裏千家』主婦の友社、1966年。
  - 『定本茶の湯裏千家 上巻』主婦の友社、1988年。
  - 『定本茶の湯裏千家 下巻』主婦の友社、1988年。
- 『裏千家茶道のおしえ』日本放送出版協会、1969年。
  - 『裏千家茶道のおしえ』（新版）日本放送出版協会、1984年。
  - 『裏千家茶道のおしえ』（中級編）日本放送出版協会、1999年。
- 『茶に生きる心』講談社、1969年。
- 『茶の精神』淡交社〈茶の湯ライブラリー 1〉、1969年。
  - 『茶の精神』講談社〈談社学術文庫〉、2003年。
- 『茶の心』（毎日新聞社 1971年）
- 『物とこころ』対談：松下幸之助（読売新聞社 1973年）
- 『裏千家茶道教科』淡交社（全17巻）1976-1977年
- 『裏千家今日庵 重要文化財』編（淡交社 1977年）
- 『茶のすがた』（PHP研究所 1978年）
- 『茶の真諦 道・学・実』（淡交社 1980年）
- 『なんて美しい女性だろう! ちょっとしたしぐさがあなたを変える-箸の上げおろしから口のきき方まで』（主婦と生活社 1981年）
- 『『茶経』と我が国茶道の歴史的意義』（淡交社 1983年）
- 『一碗のお茶から 特選エッセイ集』（学習研究社 1983年）
- 『茶のこころ一日一話』（PHP研究所 1983年）
- 『裏千家お茶の道しるべ』（主婦の友社 1984年）
- 『正午の茶事 炉編』（淡交社 茶の湯実践講座 1984年）
- 『正午の茶事 風炉編』（淡交社 茶の湯実践講座 1985年）
- 『夜咄の茶事』（淡交社 茶の湯実践講座 1986年）
- 『お茶をどうぞ 私の履歴書』（日本経済新聞社 1987年）
- 『朝茶事』（淡交社 茶の湯実践講座 1987年）
- 『定本茶の湯裏千家』（主婦の友社 1988年）
- 『みどりの一碗から 利休の知恵』井上隆雄写真（講談社 1989年）
- 『心の一碗を 茶話対座』（淡交社 1991年）
- 『一亭一客 茶話対座』（淡交社 1994年）
- 『生涯学習 おもしろくなき世をおもしろく』（教育出版 1996年）
- 『立礼の点前と茶事 裏千家茶道』（淡交社 1997年）
- 『裏千家茶道のおしえ 中級編』（日本放送出版協会 1999年）
- 『茶の心』井上隆雄写真（淡交社 2001年）

以下「千玄室」
- 『一碗からピースフルネスを』（淡交社、2003年）
- 『好日』（近代出版社）
- 『千玄室が語る茶の楽しみ』（ランダムハウス講談社 2004年） - 光文社知恵の森文庫 2016年
- 『茶のこころ世界へ』（日本放送出版協会 2004年）
- 『千玄室対談集 国を想う―京都、日本、そして世界へ』（淡交社 2005年）
- 『千玄室対談集 道を拓く―ひとすじの道に生きる』（淡交社 2006年）
- 『生かされている喜び』 （淡交社 2006年)
- 『時代の証言者 茶のこころ』（読売ぶっくれっと、2006年）
- 『いい人ぶらずに生きてみよう』（集英社新書、2010年）
- 『平和のために、みんな一緒』（淡交社、2014年）
- 『茶のこころを世界へ（100年インタビュー）』（PHP研究所、2014年）
- 『日本人の心、伝えます』（幻冬舎、2016年）
- 『一盌をどうぞ 私の歩んできた道』（ミネルヴァ書房、2020年）

### 共著
- 『裏千家の四季』（淡交社、2004年） - 産経新聞論説委員の山上直子との共著

## 出演番組
- 『お茶のすべて』（NHK総合）
- 『100年インタビュー』（2010年9月30日、NHKデジタル衛星ハイビジョン）
- 『報道ステーション』（2023年8月14日、テレビ朝日）
- 『ザ！戦後80年の映像遺産SP 池上彰×加藤浩次の運命の転換点』（2025年8月8日、フジテレビ）